# Симфонія № 6 (Чайковський)
Симфо́нія № 6 сі мінор, тв. 74 «Патетична» — симфонія Петра Ілліча Чайковського, написана в 1893 р. Прем'єра відбулася 16 (29 жовтня) 1893 р. у Петербурзі, за 9 днів до смерті композитора.
Написана для великого симфонічного оркестру подвійного складу включно з флейтою пікколо
Симфонія у 4-х частинах:
1. Adagio. Allegro non troppo
2. Allegro con grazia
3. Allegro molto vivace
4. Фінал. Adagio lamentoso. Andante